# L'Aldosa de la Massana
L'Aldosa de la Massana é uma localidade de Andorra, situada na paróquia de La Massana. Sua população em 2024 foi estimada em 760 habitantes.